# Marc Van Audenrode
Marc Van Audenrode, né le 10 mars 1961, est directeur associé d'Analysis Group (firme de consultation économique, financière et stratégique) et professeur associé à l'Université de Sherbrooke. Marc Van Audenrode est un expert en économie du travail, en plus de se spécialiser dans les domaines des lois antitrust, de l’économétrie et de l’économie publique. 

## Carrière
Son parcours professionnel est marqué par des positions de professeur au sein d’universités canadiennes (telle que UQAM, Université Laval et l’Université de Sherbrooke), de consultant, de chercheur, et directeur de département (Université Laval). Il est également l’auteur ou le coauteur de plusieurs travaux de recherches publiés dans des périodiques académiques et ainsi que de livres économiques. Marc Van Audenrode est l’un des auteurs de l’ouvrage financier “The Mutual Fund Industry: Competition and Investor Welfare.”. Durant sa carrière M. Van Audenrode, a été invité à de nombreuses conférences organisées tant à l’échelle locale, nationale que mondiale. Ces aptitudes de vulgarisateur, font de lui un invité de choix pour les journalistes et animateurs de télévisions et radio du Québec. De plus, il est régulièrement invité à titre d’expert pour commenter et expliquer la situation économique actuelle dans les différents medias québécois.

## Éducation
Marc Van Audenrode détient un Ph.D. en sciences économiques de l’Université de Californie à Berkeley, une maitrise de l’Université de Californie à Los Angeles (UCLA) et un baccalauréat et une maitrise de l’université catholique de Louvain (UCLouvain), à Louvain-la-Neuve, Belgique.

## Publications académiques
- “The Mutual Fund Industry: Competition and Investor Welfare.” With Glenn Hubbard, Mike Koehn, Stan Ornstein and Jimmy Royer. Columbia University March 2010.

- “The Impact of Drug Vintage on Patient Survival: A Patient-level Analysis Using Quebec’s Provincial Health Plan Data.” With Frank Lichtenberg, Paul Grootendorst, Patrick Lefebvre, and Dominic Latremouille-Viau. Value in Health. Vol. 12. Issue 6. pp. 847-856. Septembre 2009.

- “Les besoins (quasi) illimités des familles. ” In “Le Québec, un paradis pour les Familles?” Luc Godbout et Suzie St-Cerny, eds. Presses de l’université Laval. 2008.

- “The Relative Dosing of Epoetin Alfa and Darbepoetin Alfa in Chronic Kidney Disease” With Pierre-Yves Cremieux and Patrick Lefebvre. Current Medical research and Opinion, Vol. 22, pp. 2329-2336, 2006.

- “Border Regulations and Migratory Flows” In “Social and Labour Market Aspects of North American Linkages,” Richard G. Harris et Thomas Lemieux, eds., University of Calgary Press, 2005.

- “Where Does the Canadian Debt Come From? A Comment.” In “Is the Debt War Over ?” Chris Ragan and Bill Watson, Eds. IRPP, 2004.
- “Sous-traitance, emploi et salaires.” With Pierre Fortin. Revue Gestion. Vol. 29, No 2, pp. 33-38, 2004.

- “Double blind, Placebo-Controlled, Randomized Phase II Trial of Darbepoetin Alfa in Lung Cancer Patients Receiving Chemotherapy: A Comment” Journal of the National Cancer Institute, Vol. 95, pp. 761-762, 2003.

- “Les perspectives à moyen terme du marché du travail au Québec,” L’Actualité économique, Vol. 78, No. 4, 2002.

- “Worker Displacement in Belgium and Denmark.” With Karsten Albæk and Martin Browning. In “Worker Displacement in an International Context,” Peter Kuhn, Ed. The Upjohn Institute, 2002.

- “Trade and the economics of Winners and Losers,” Acts of the 1998 Seminar on Incomes and Productivity in North America. Commission for Labor Cooperation, Dallas, TX. 1999

- “Introduction à la micro-économie moderne.” With Michael Parkin and Robin Bade. Éditions du Renouveau Pédagogique. 1999

- “Compensations Policies and Firm Productivity.” With Jonathan Leonard and Benoit Mulkay. In “The Creation and Analysis of Matched Employer-Employee Data,” J. Haltiwanger et Al., Eds., North-Holland. 1999.

- “Exploring the Links Between Wage Inequality and Unemployment: A Comparison of Canada and the US.” With Paul Storer. Canadian Public Policy. Vol XXIV, pp. 233-253, February 1998.

- “Job Security Provisions: Everybody’s favorite scapegoat. World Economic Affairs. Spring 1997.

- “Optimal Contract, Imperfect Output Observation and Limited Liability. “ With Jacques Lawarrée. The Journal of Economic Theory. vol. 71, pp. 514-531. 1996.

- “Rent Sharing in the Airline Industry: Evidence from Mergers and Acquisitions. With Pierre-Yves Crémieux. Labour, Vol. 10, No. 2, pp. 297-318. 1996

- “Is the US/Canada Unemployment Gap Truly Large? A Labor Flow Analysis.” With Pierre-Yves Cremieux. In “Flow Analysis of Labor Markets,” Ronald Schettkat, editor. Rutledge.

- “Worker’s Limited Liability, Turnover, and Employment Contracts.” With Jonathan Leonard. Annales d’Economie et de Statistique, Vol. 41-42, 1996, pp. 41-77.

- “Some Myths about Monetary Policy.” In “Unnecessary Debts.” Lars Osberg and Pierre Fortin, Eds. Lorimer, 1996; reprinted in “Hard Money, Hard Times’, Lars Osberg and Pierre Fortin, Eds. Lorimer, 1998;

- “Unemployment Insurance Take-up Rates in Canada: Facts, Determinants and Implications.” With Paul Storer. Canadian Journal of Economics. Vol. XXVIII, No. 4a, November 1995, pp. 822-835.

- “Job Displacement, Wages and Unemployment Duration in Canada.” With Mario Houle. Labour Economics, Vol. 2, No. 1, March 1995, pp. 77-92.

- “Perspectives de réinsertion professionnelle des travailleurs déplacés peu éduqués.” With Paul Storer. In “Intégration à l’emploi des personnes défavorisées.” Les Publications du Québec, 1995, pp. 205-220.

- “Short Hours Compensation, Job Security and Employment Contracts: Evidence from Selected OECD Countries.” Journal of Political Economy, Vol. 102, No. 1, February 1994, pp. 76-102.

- “Politiques industrielles et dynamique du marché du travail en Belgique.” With Jonathan Leonard. Reflets et Perspectives de la Vie Economique. Vol. XXXIII, February 1994, pp. 73-86

- “Corporatism Run Amok: Job Stability and Industrial Policy in Belgium and the United States.” With Jonathan Leonard. Economic Policy, Vol. 17, October 1993, pp. 355-400. Reprinted in “Industrial Policy and Competitive Advantage,” David B. Audretsch, ed., London: Edward Elgar. (1997)

- “Création et destruction d’emplois et chômage: Le cas belge.” With Benoît Mulkay. Economie et Prévisions, Vol. 108, No. 2, April 1993, pp. 19-30.

- “Cost Observation, Auditing, and Limited Liability.” With Jacques Lawarrée. Economics Letters, Vol. 39, August 1992, pp. 419-423.

- “Marché du travail et chômage: Diagnostic socio-économique du cas belge.” Reflets et Perspectives de la Vie Economique, Vol. 35, No. 6, 1987.

- “Use of Economic Surveys in Forecasting.” With M.A. Benito-Alonso et Benoit Hallet. Proceedings of International Conference on System Science and Engineering, Cheng Weimin, Ed. International Academic Publishers, 1988.

- “Arbitration Models for Solving Multi Objective Optimization.” With M.A. Benito-Alonso and F. Condis. Lecture Notes in Mathematical Economics, Vol. 285, 1987.